# Серпень

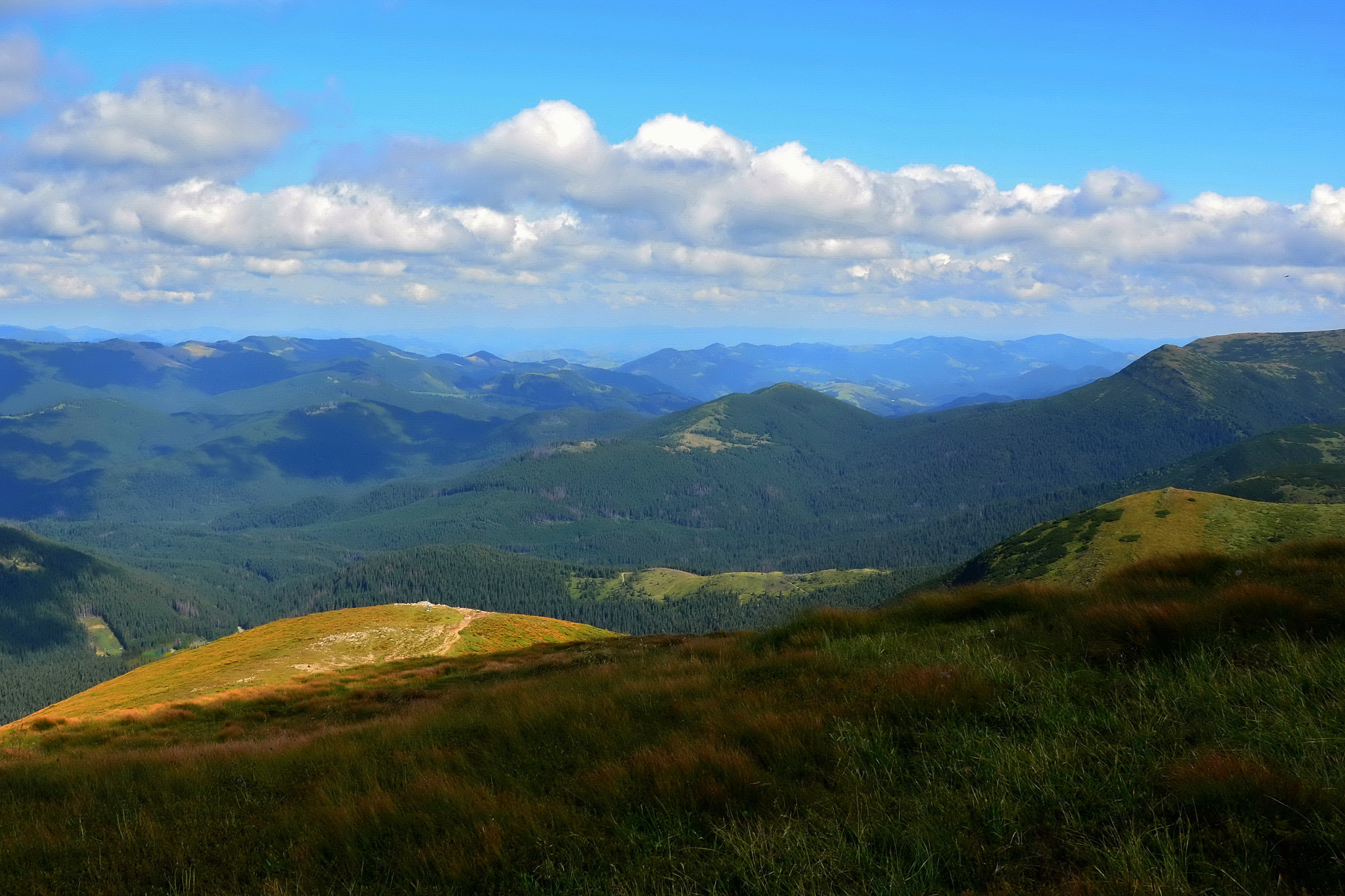
Серпень у Карпатах

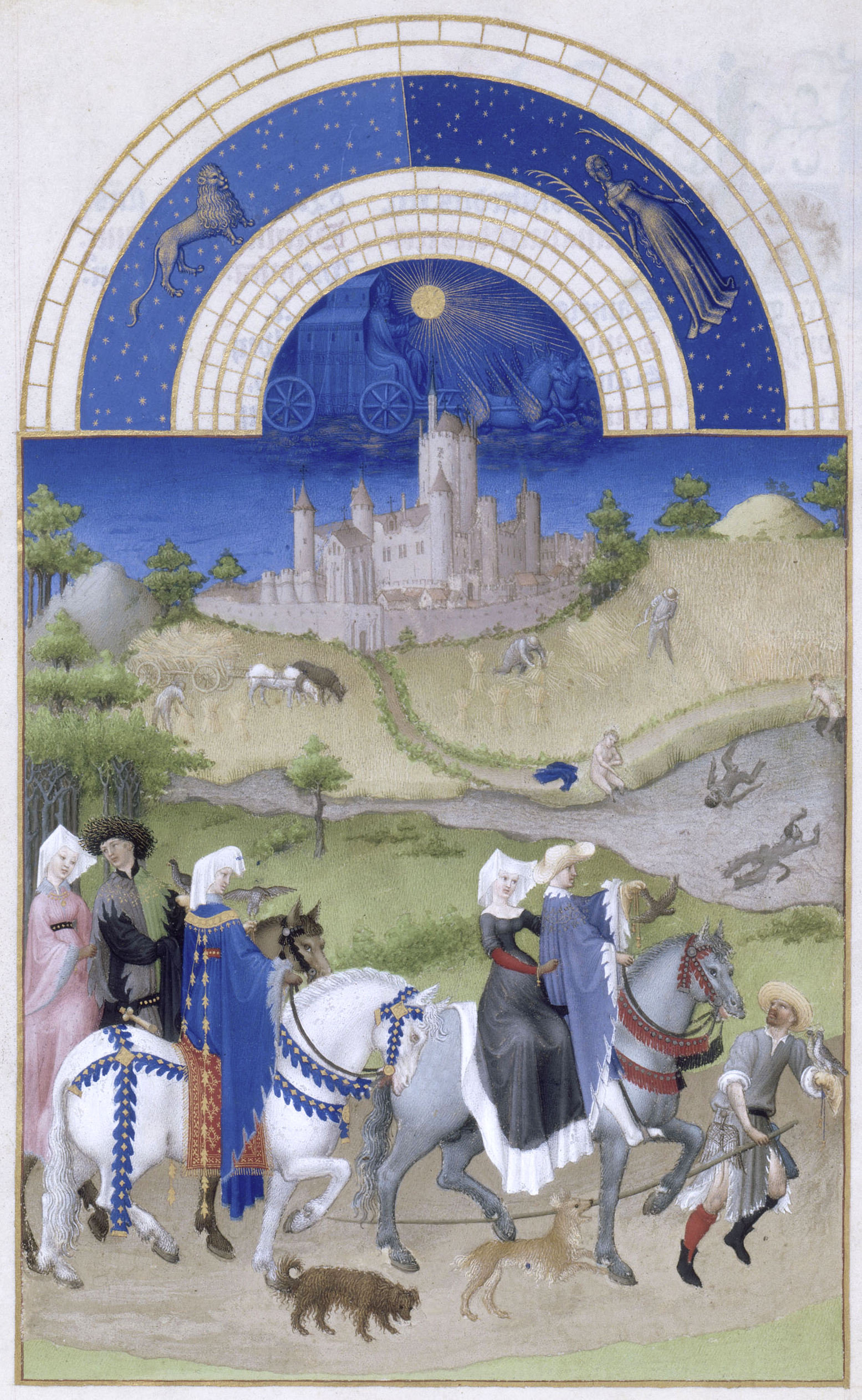
Мініатюра Серпень з «Розкішного часослова герцога Беррійського».

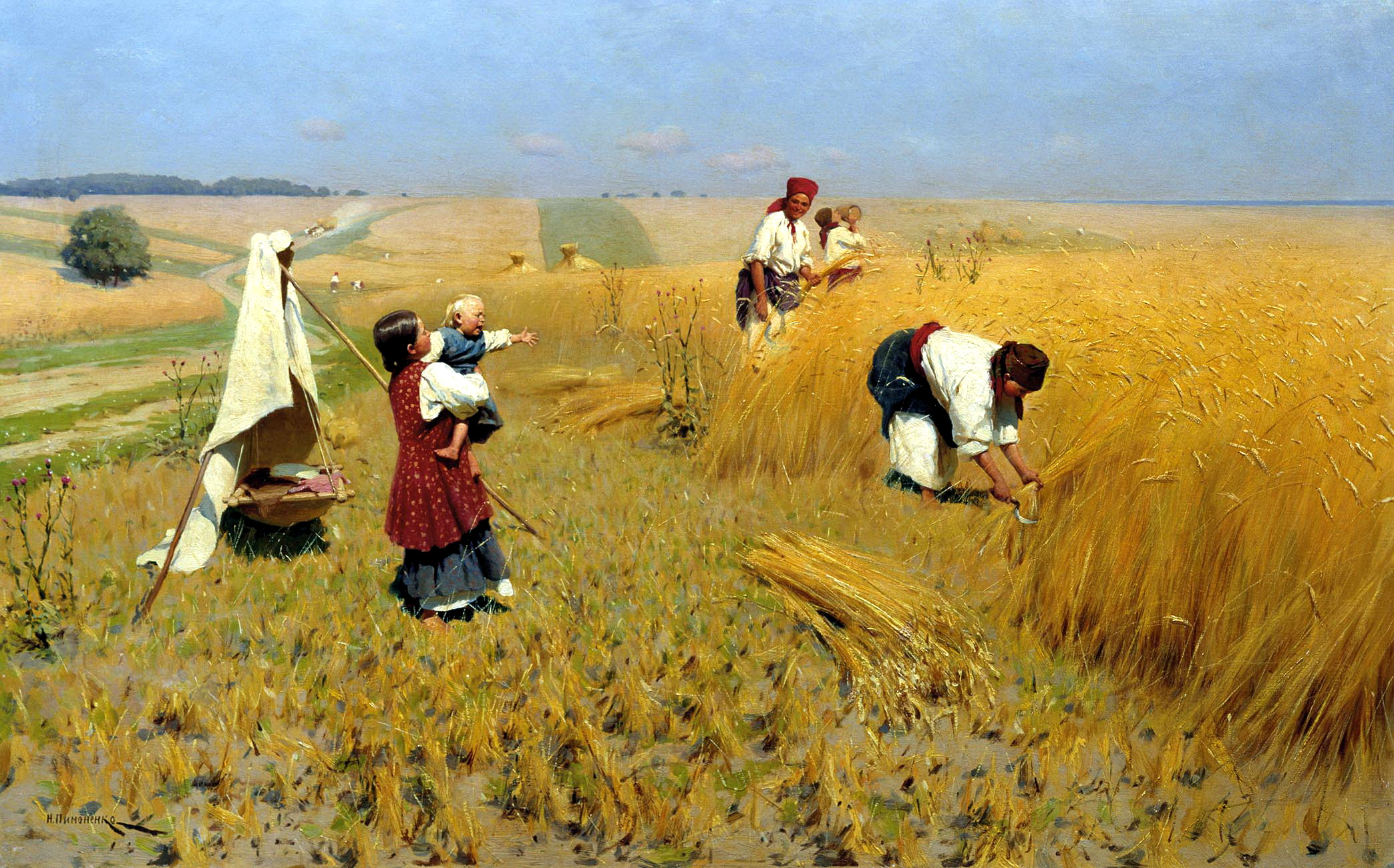
Жнива на Україні. Микола Пимоненко, 1896.

- I Січень
- II Лютий

- III Березень
- IV Квітень
- V Травень

- VI Червень
- VII Липень
- VIII Серпень

- IX Вересень
- X Жовтень
- XI Листопад

- XII Грудень

Се́рпень — восьмий місяць року в юліанському та григоріанському календарях. Один із семи місяців, що налічують 31 день.
В Україні, Білорусі, а також у сербів, болгар, македонців перший день серпня присвячений пам'яті семи «святих мучеників Макавеїв».

## Назва
Українська назва утворена від слова «серп» — знаряддя, яким ще в давнину жали зернові, і означає «місяць серпа, жнив». Можливо, саме прасл. *sьrpьnь було первісною назвою місяця в давньослов'янському календарі. Співзвучні назви вживаються в польській (sierpień), чеській (srpen) і словенській (veliki srpan) мовах. У хорватській мові слово srpanj позначає липень, тоді як у словенській він називається mali srpan. Жниварський смисл мають також назви серпня в інших споріднених мовах: біл. жнівень, в.-луж. žnjenc, лит. rugpjūtis (дослівно «житні жнива»). Сучасна назва місяця трапляється в руських стародруках XVI—XVII століть, у написаннях: серпень, сръпень, серпев.
У давньоруських писемних джерелах серпень згадується як заревъ. Це наймення пов'язане з початком періоду оленячого гону, ознакою якого є характерний для цих тварин рев. Подібна назва місяця досі побутує в чеській мові (září). В українських діалектах засвідчені й інші народні назви: ки́вень, ки́вотень (від того, що тварини від надокучливих комах кивають головою), хлібосо́л / хлібочо́л, жни́вець, горо́дник, спа́сівець, зорни́чник / зоряни́чник, а також: ко́пень (від того, що на полях вже з'являлися копи жита), густи́р, бари́льник, прибери́ха-припаси́ха, ильовіць, илевий / елевей.
У багатьох мовах світу назви серпня походять з лат. Augustus. Це наймення він дістав у 8 році до н. е. на честь першого римського імператора Октавіана Августа. Нова назва замінила ранішу Sextilis, тобто — «шостий місяць» (оскільки першим місяцем року вважався березень).

## Кліматична характеристика в Україні
Середня місячна температура серпня становить 17—20 °C, у південних та південно-східних областях місцями 21—23 °C, у Карпатах та горах Криму — 11—16 °C. Абсолютний максимум температури сягає 35—41 °C, у гірських районах переважно 26—34 °C. Історичний максимум температури (40,7 °C) зафіксовано в 1971 р. у селищі Сарата. Абсолютний мінімум становить 0—7 °C, на півдні — до 11 °C, у західних, північних, східних та Запорізькій областях місцями мінус 1—2 °C. Історичний мінімум (мінус 2,3 °C) спостерігався в 1966 р. у м. Хутір-Михайлівський. Заморозки на поверхні ґрунту бувають у кінці місяця, окрім більшості центральних, південних областей та Криму. Середня місячна кількість опадів становить 27—59 мм у південних областях та в Криму, на решті території — 35—76 мм, у Карпатах та на Прикарпатті — 81—145 мм.

## У фольклорі
- Як у серпні дбаєм, так зимою маєм;
- У серпні серпи гріють, а вода холодить;
- Серпневого дня зимовим тижнем не заміниш;
- Принеси нам, серпне, стільки кіпок, як у небі зірок.

## Галерея

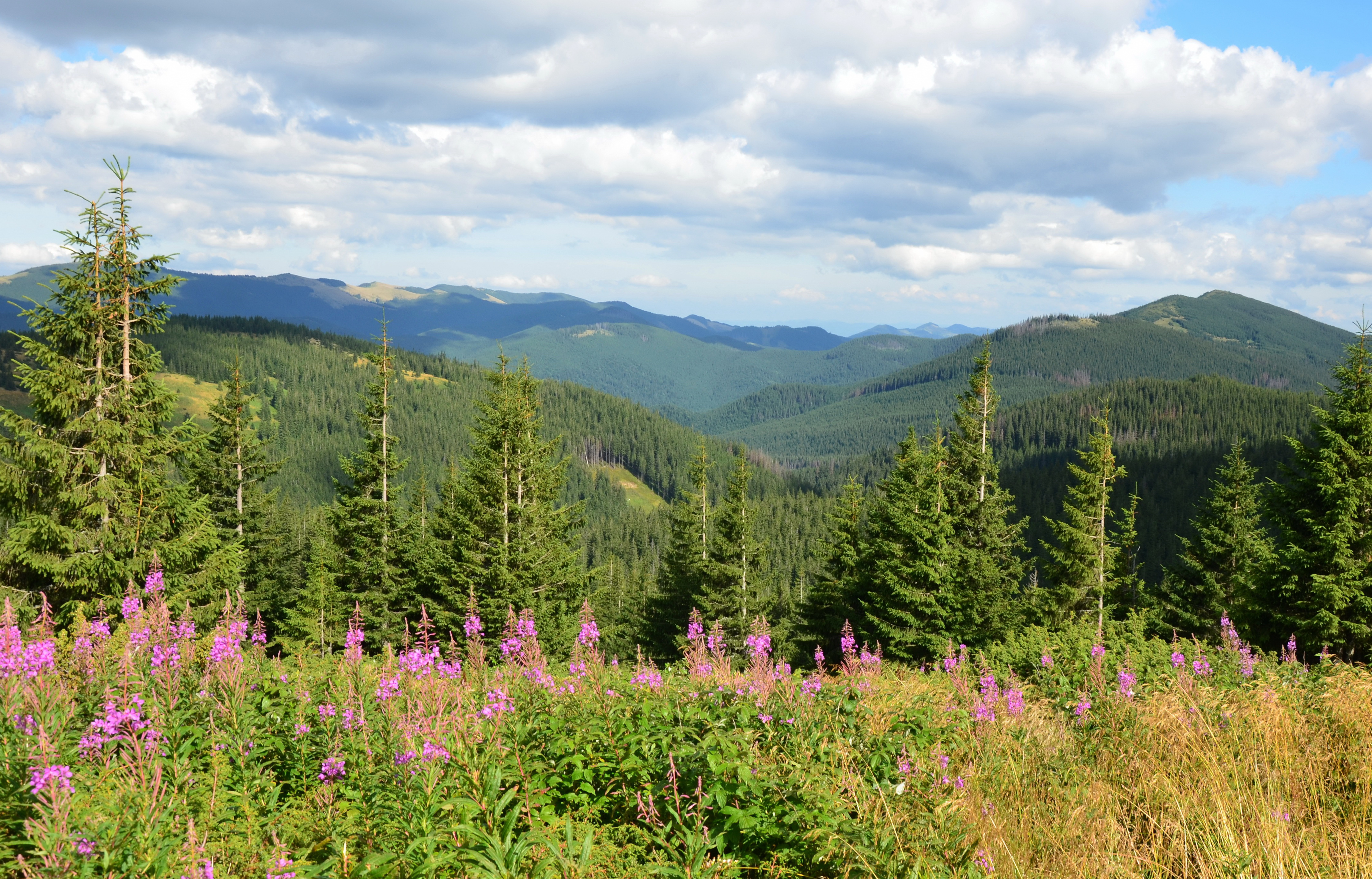
Серпень у підніжжя Говерли
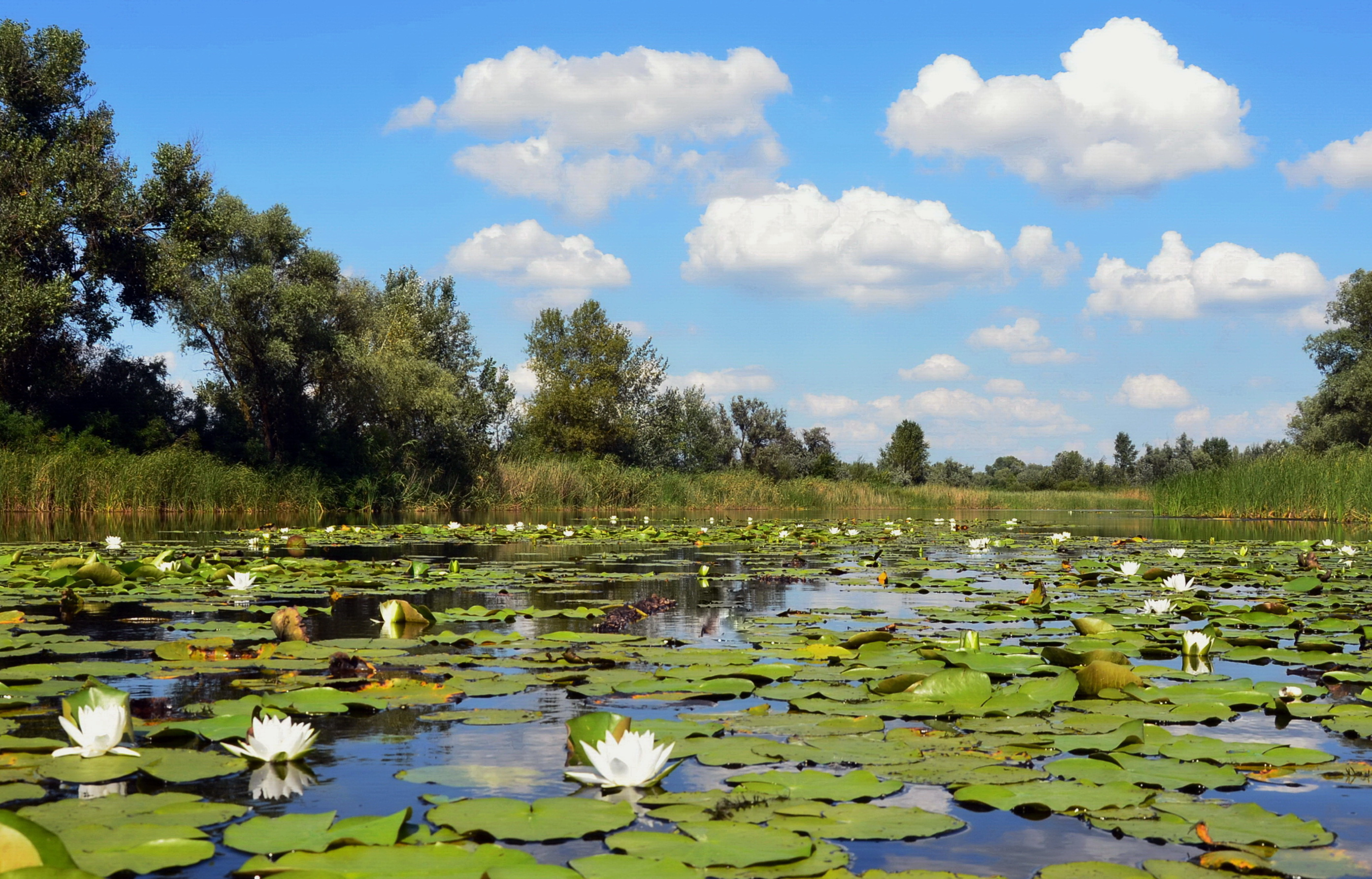
Серпневі дні на Орелі
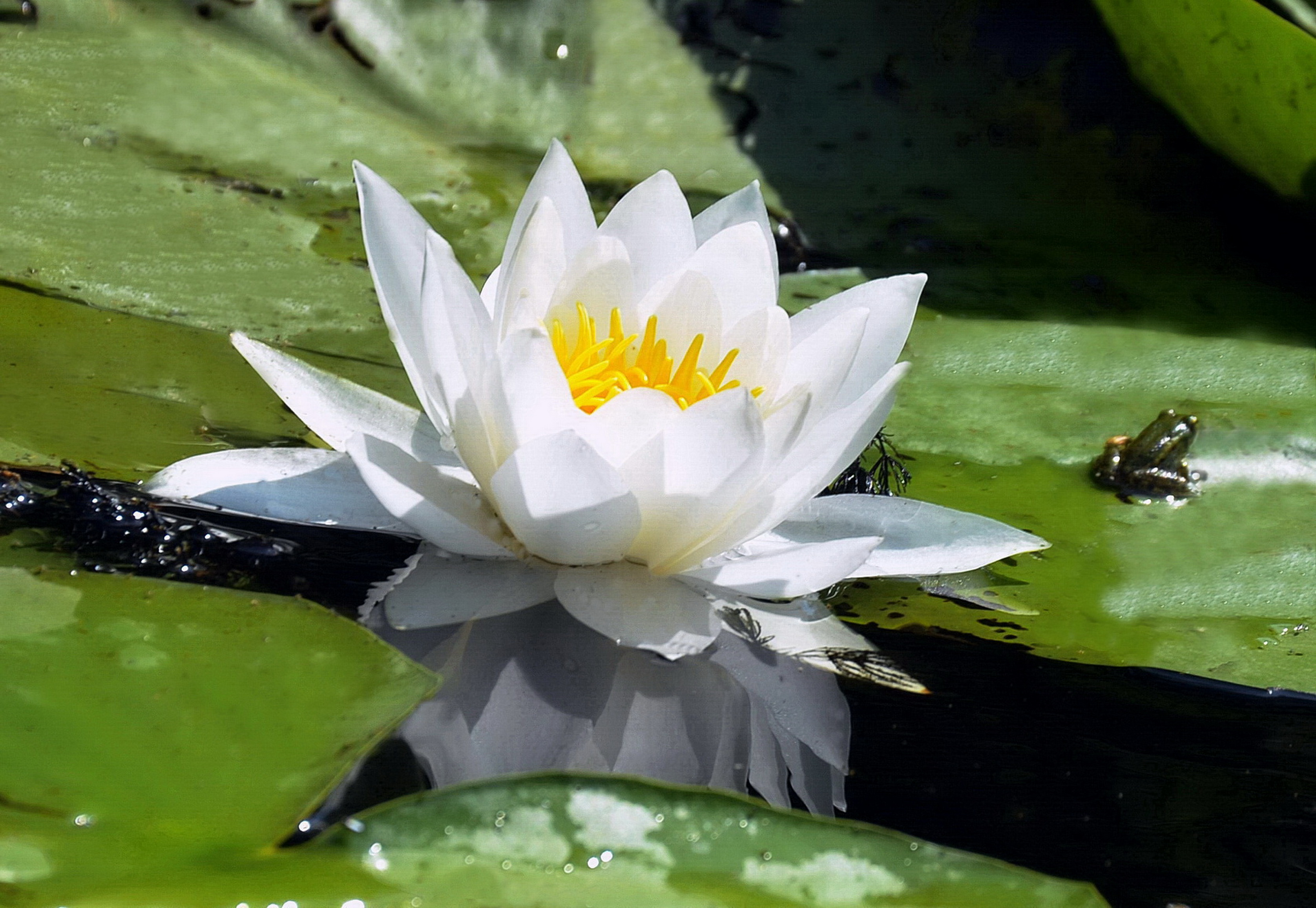
Латаття в серпні
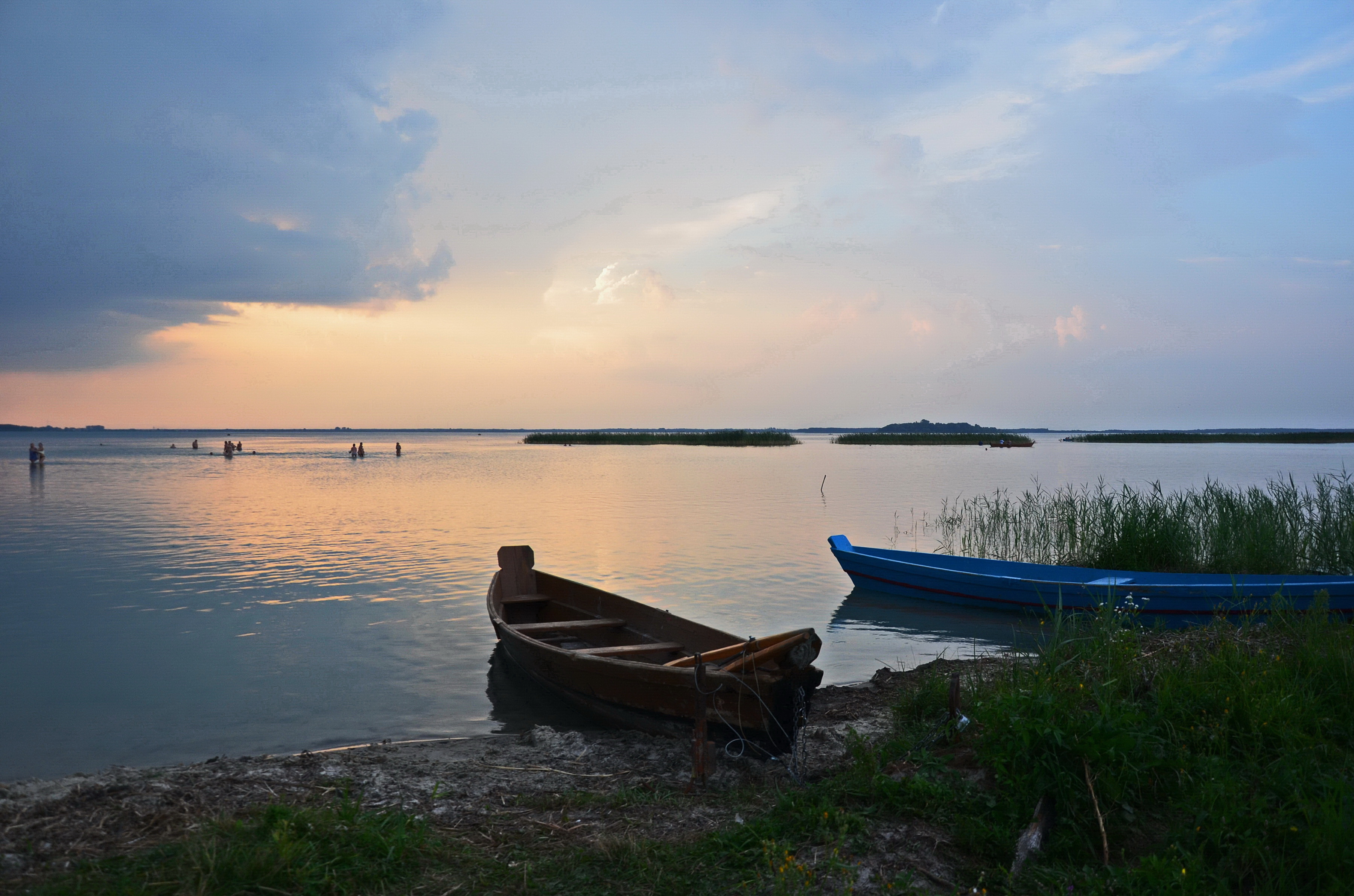
Серпневі дні на Шацьких озерах
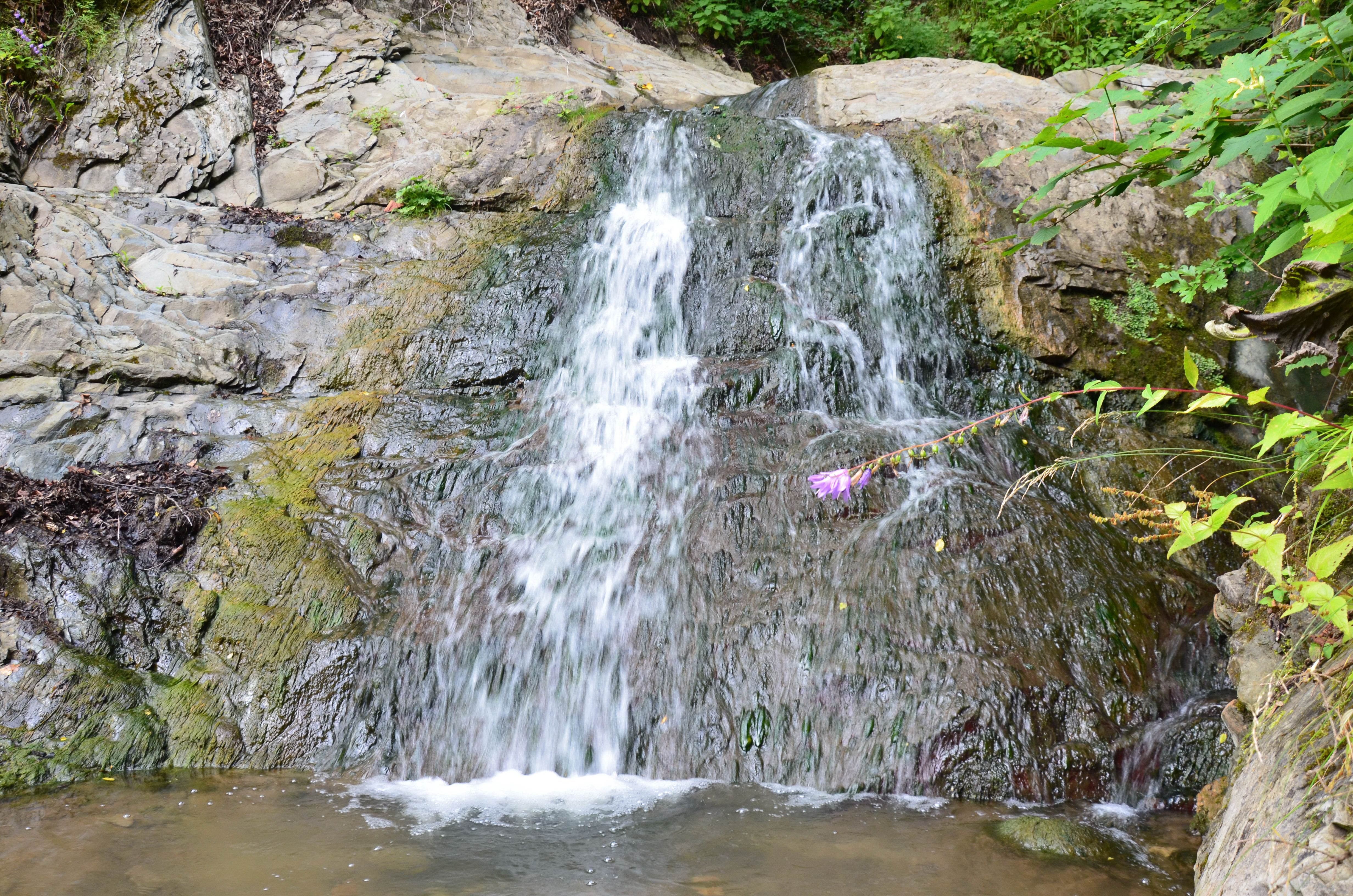
Серпнева прохолода Карпат
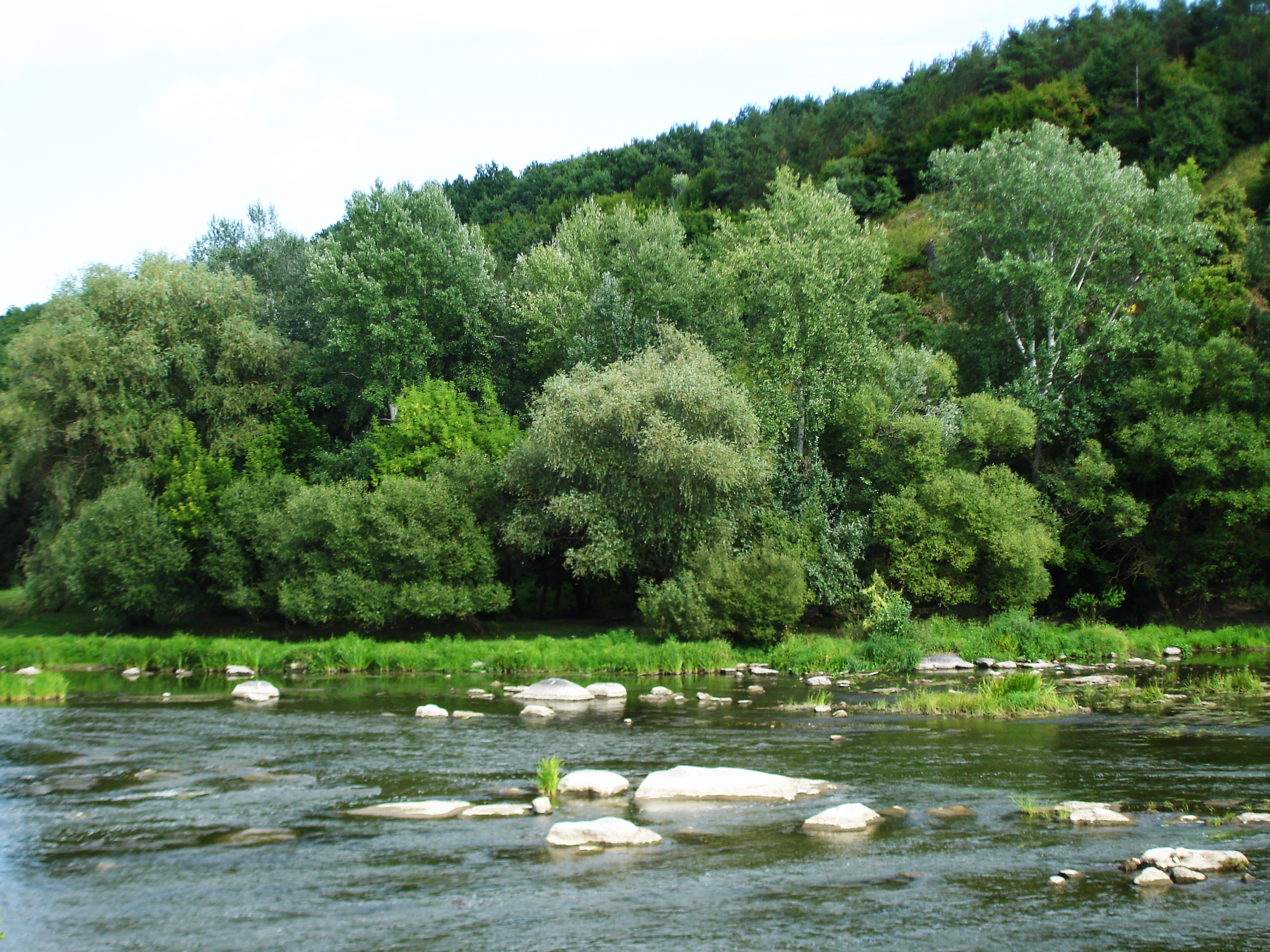
Берег Богу в серпні
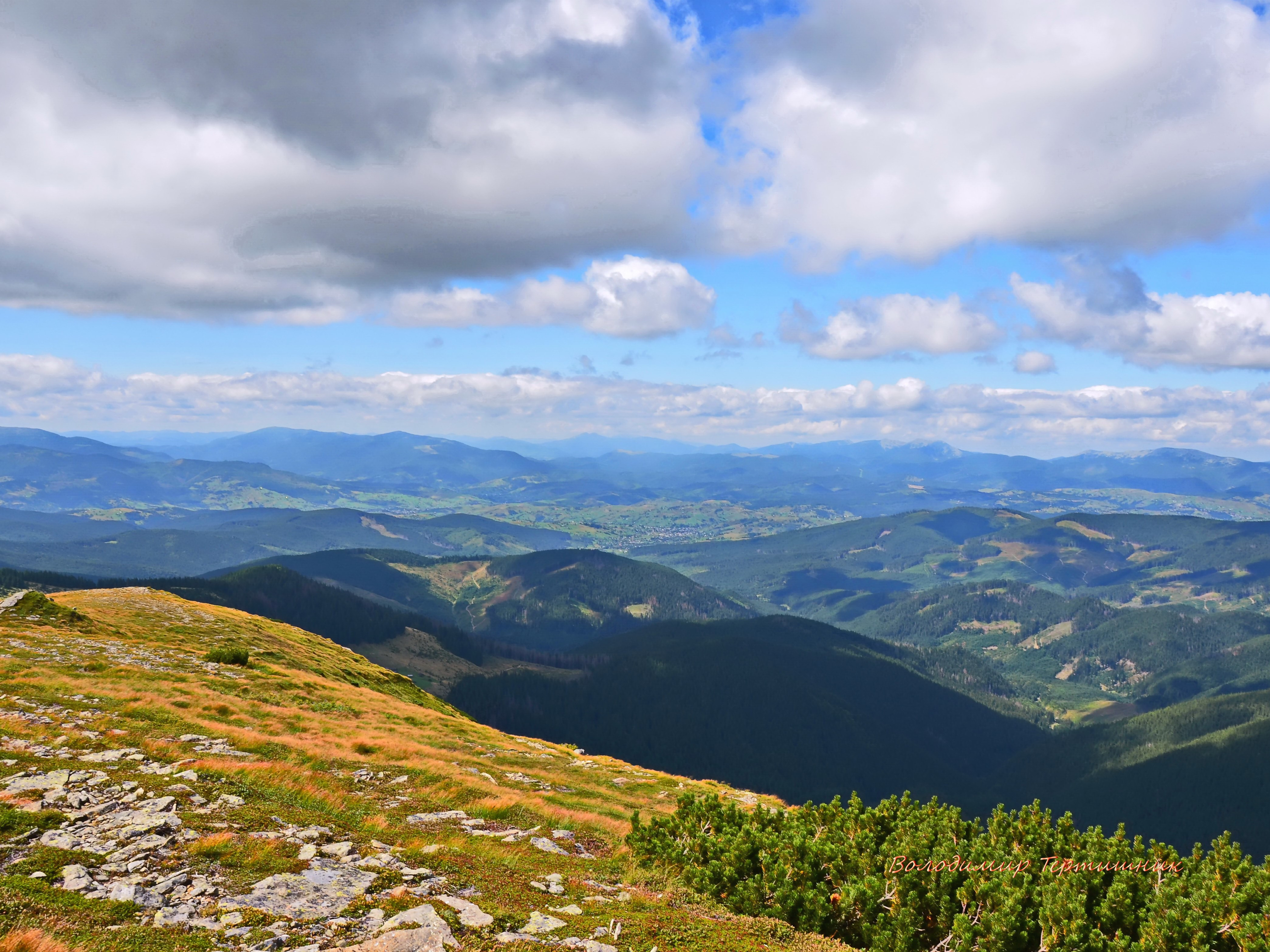
Серпень. Там, де гори, полонини.
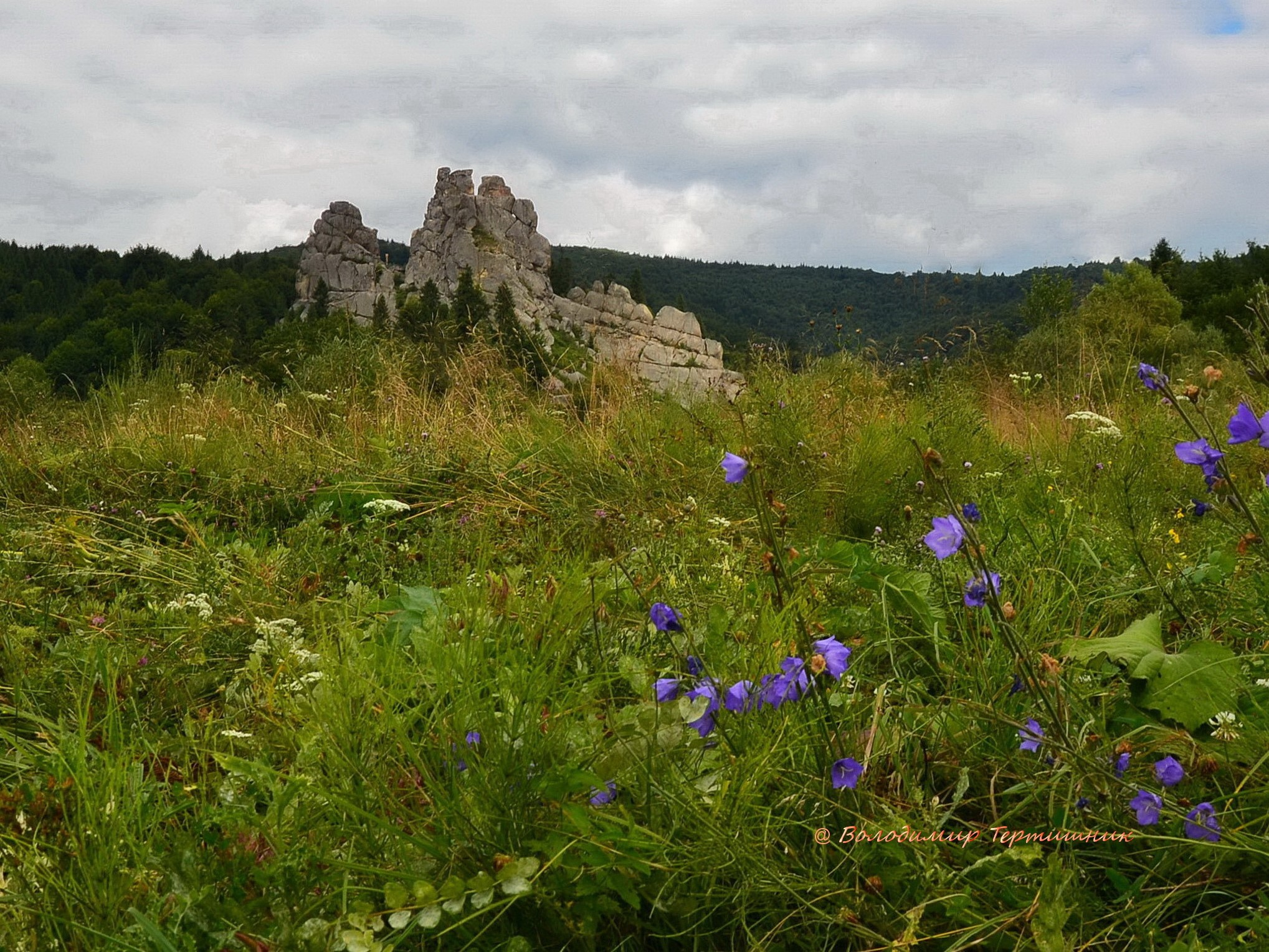
Серпень на околиці Тустані

## Свята і пам'ятні дні

### Офіційні в Україні
- 8 серпня
  - День військ зв'язку
- 15 серпня
  - День археолога
- 19 серпня
  - День пасічника
- 23 серпня
  - День Державного Прапора України
- 24 серпня
  - День Незалежності України
- 29 серпня
  - День пам'яті захисників України, які загинули в боротьбі за незалежність, суверенітет і територіальну цілісність України

#### Рухомі
- Перша неділя серпня
  - День Повітряних Сил Збройних Сил України
- Друга неділя серпня
  - День працівників ветеринарної медицини
  - День будівельника
- Остання субота серпня
  - День авіації
- Остання неділя серпня
  - День шахтаря[16]

### Інші
- 1 серпня
  - Маковія
- 6 серпня
  - Спас
- 12 серпня
  - Міжнародний день молоді
- 13 серпня
  - Міжнародний день шульг
- 15 серпня
  - Успіння Пресвятої Богородиці
- 19 серпня
  - Всесвітній день гуманітарної допомоги
- 23 серпня
  - Європейський день пам'яті жертв сталінізму та нацизму
- 29 серпня
  - Усікновення голови Івана Хрестителя
  - Міжнародний день дій проти ядерних випробувань